# Fife (Washington)
Fife es una ciudad ubicada en el condado de Pierce en el estado estadounidense de Washington. En el año 2000 tenía una población de 8.169 habitantes y una densidad poblacional de 331,9 personas por km².

## Geografía
Fife se encuentra ubicada en las coordenadas 47°14′4″N 122°21′35″O / 47.23444, -122.35972.

## Demografía
Según la Oficina del Censo en 2000 los ingresos medios por hogar en la localidad eran de $31.806, y los ingresos medios por familia eran $36.250. Los hombres tenían unos ingresos medios de $30.963 frente a los $25.101 para las mujeres. La renta per cápita para la localidad era de $16.723. Alrededor del 14,9% de la población estaban por debajo del umbral de pobreza.